# 能登かがり火
能登かがり火（のとかがりび）は、西日本旅客鉄道（JR西日本）およびIRいしかわ鉄道が金沢駅 - 七尾駅・和倉温泉駅間をIRいしかわ鉄道線・七尾線経由で運行する特急列車である。
本項では、七尾線およびのと鉄道七尾線・能登線（旧：国鉄時代を含む）で運行されていた優等列車の沿革についても記述する。

## 概要
2014年（平成26年）3月15日時点で金沢駅 - 和倉温泉駅間の特急列車は大阪駅発着の「サンダーバード」が4往復、越後湯沢駅発着の「はくたか」と名古屋駅発着の「しらさぎ」が1往復ずつの計6往復が運行されていた。しかし2015年（平成27年）3月14日の北陸新幹線長野駅 - 金沢駅間延伸開業に伴い、北陸本線系統の特急列車は運行体系が大きく見直されサンダーバードは1往復に縮小、上越新幹線連絡特急の役割も担う在来線のはくたかが新幹線に移り変わって運行を終了、しらさぎは全列車が金沢発着になり七尾線直通と金沢～富山間の運行を終了した。これを踏まえ金沢〜和倉温泉間（うち1往復が大阪発着のサンダーバード）の、特急本数維持と輸送力を確保するために北陸新幹線連絡特急として運行を開始した。
2024年（令和6年）3月16日の北陸新幹線敦賀延伸開業でサンダーバードの七尾線直通廃止により、その代替として1往復増発の5往復運転に加えグリーン車の連結が取りやめになった（後述）。

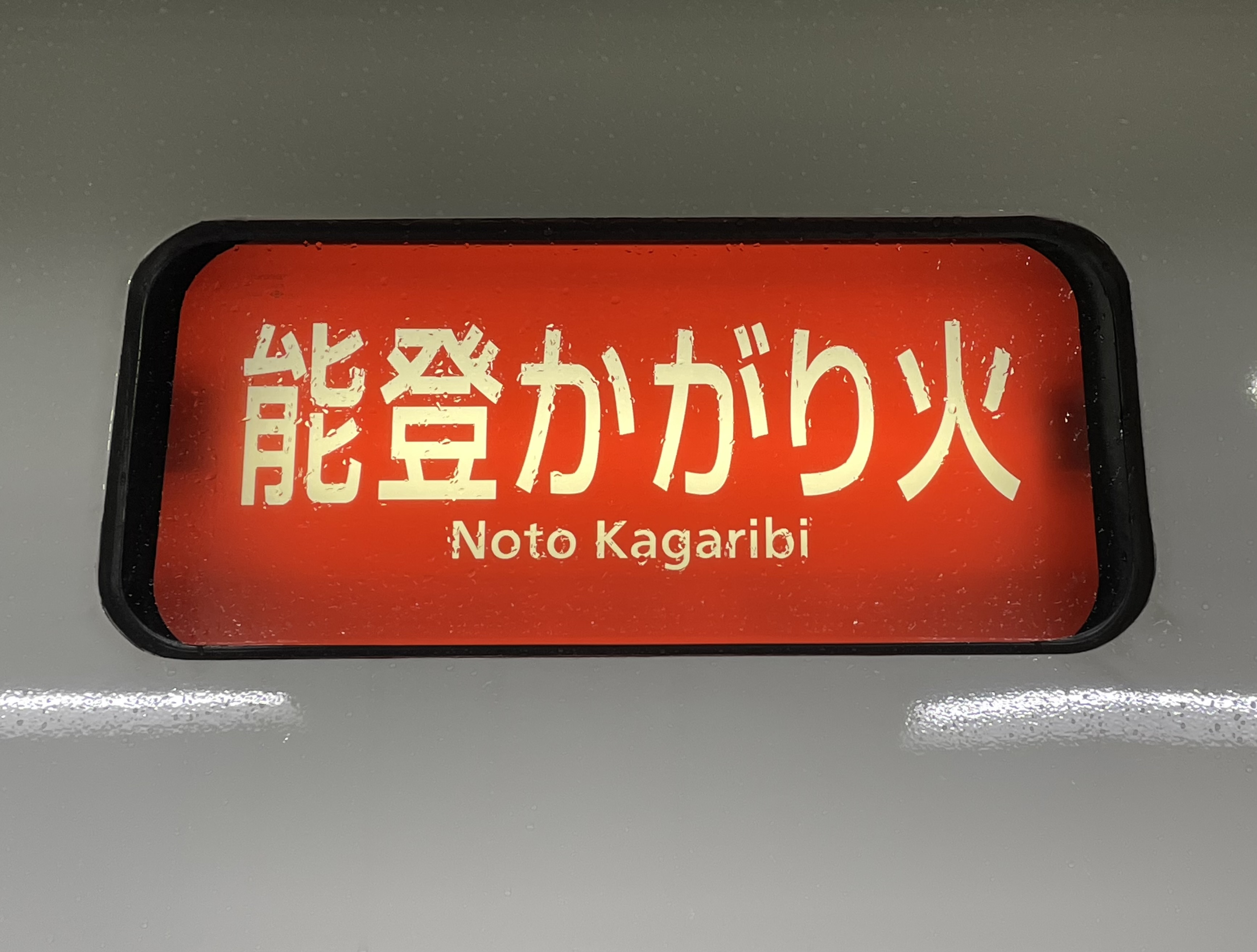
愛称幕

### 列車名の由来
JR西日本の公式説明によれば、能登各地には、能登キリコ祭りに代表される「火」や「灯り」を連想させる夏祭りが多く存在し、このような「火」と結びついた幻想的な能登の風景、かがり火の燃え盛る勢いをイメージして命名されたものとしている。

## 運行概況
2024年（令和6年）3月16日現在、金沢駅 - 和倉温泉駅間で4往復、金沢駅 - 七尾駅間で1往復の合計5往復運行されている。また、GW・お盆など多客期には、金沢駅 - 和倉温泉駅間で1往復の臨時列車が運行される。

### 停車駅
凡例
- ●：停車
- ─・←・→：通過（矢印は運転方向）
- ※：IRいしかわ鉄道線

| 運行本数        | 号数     | ※      | ※      | 七尾線 | 七尾線 | 七尾線 | 七尾線 | 七尾線 | 七尾線     |
| 運行本数        | 号数     | 金沢駅 | 津幡駅 | 津幡駅 | 高松駅 | 羽咋駅 | 良川駅 | 七尾駅 | 和倉温泉駅 |
| --------------- | -------- | ------ | ------ | ------ | ------ | ------ | ------ | ------ | ---------- |
| 下り5本 上り4本 | 下記以外 | ●      | ─      | ─      | ─      | ●      | ─      | ●      | ●          |
| 上り1本         | 2号      | ●      | ●      | ●      | ●      | ●      | ●      | ●      |            |
| 上り1本         | 4号      | ●      | ●      | ●      | ←      | ●      | ←      | ●      | ●          |
| 下り1本         | 9号      | ●      | →      | →      | ●      | ●      | ●      | ●      |            |
| 停車本数        | 下り     | 5      | 0      | 0      | 1      | 5      | 1      | 5      | 4          |
| 停車本数        | 上り     | 5      | 2      | 2      | 1      | 5      | 1      | 5      | 4          |

### 使用車両・編成
金沢車両区（2024年〈令和6年〉3月15日までは金沢総合車両所運用研修センター）所属の683系2000番台が使用され、和倉温泉方の1号車が普通車自由席、2・3号車が普通車指定席となる。また、休日などの指定日は一部列車が3両+3両の6両編成で運転される。2025年3月15日から自由席の位置を見直し1号車から3号車に変更された。
運行開始当初は681系電車も使用されており、基本編成のみの6両編成（グリーン車指定席1両・普通車指定席3両・普通車自由席2両）で運行していた。2016年（平成28年）3月のダイヤ改正以降は一部の列車にて付属編成3両での運行が所定となった（多客期にはグリーン車連結の6両基本編成で運転されることがあった）。2024年（令和6年）3月のダイヤ改正では基本6両編成での、運用を取りやめ681系の使用とグリーン車の連結を終了した。

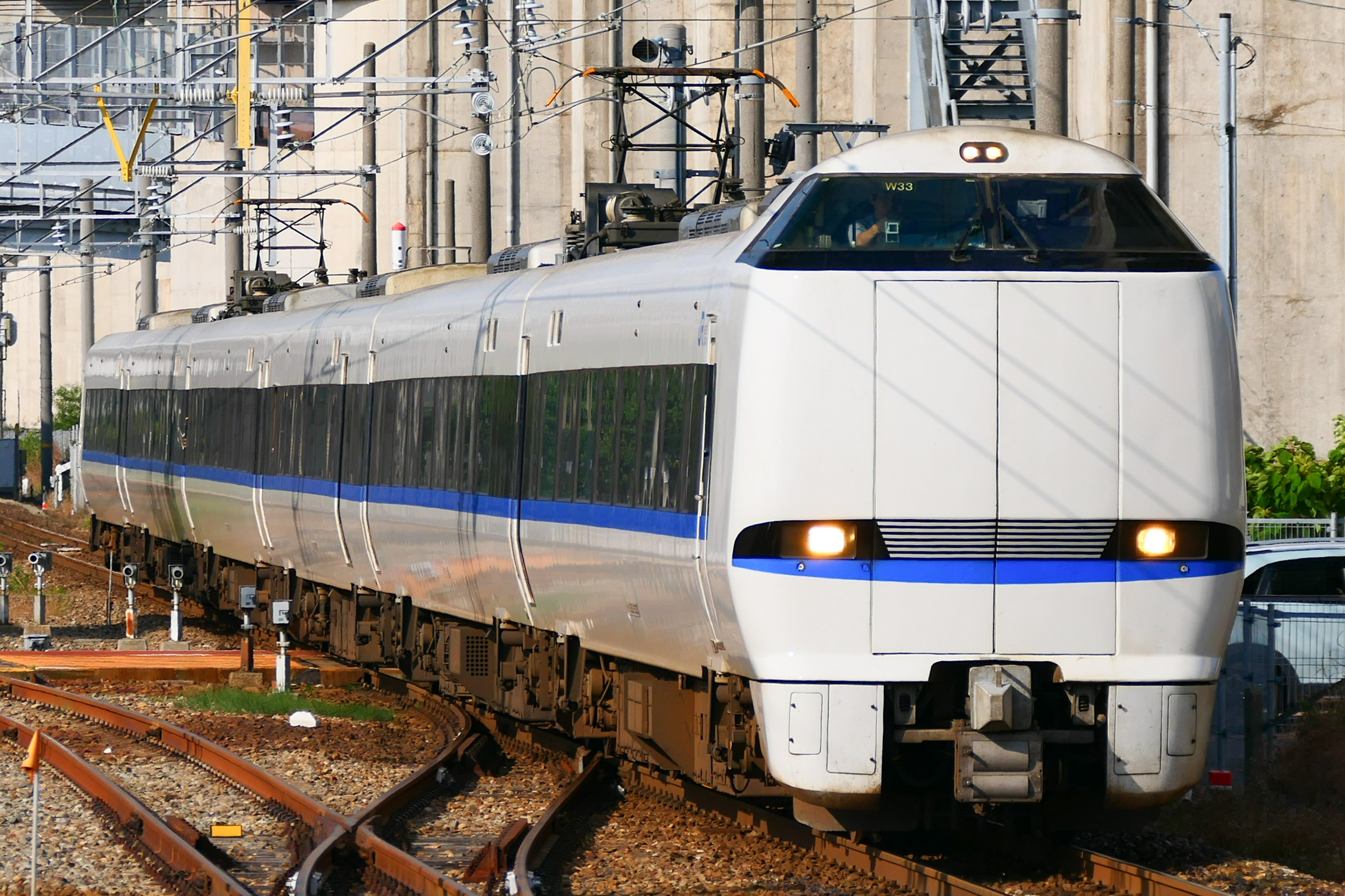
683系0番台
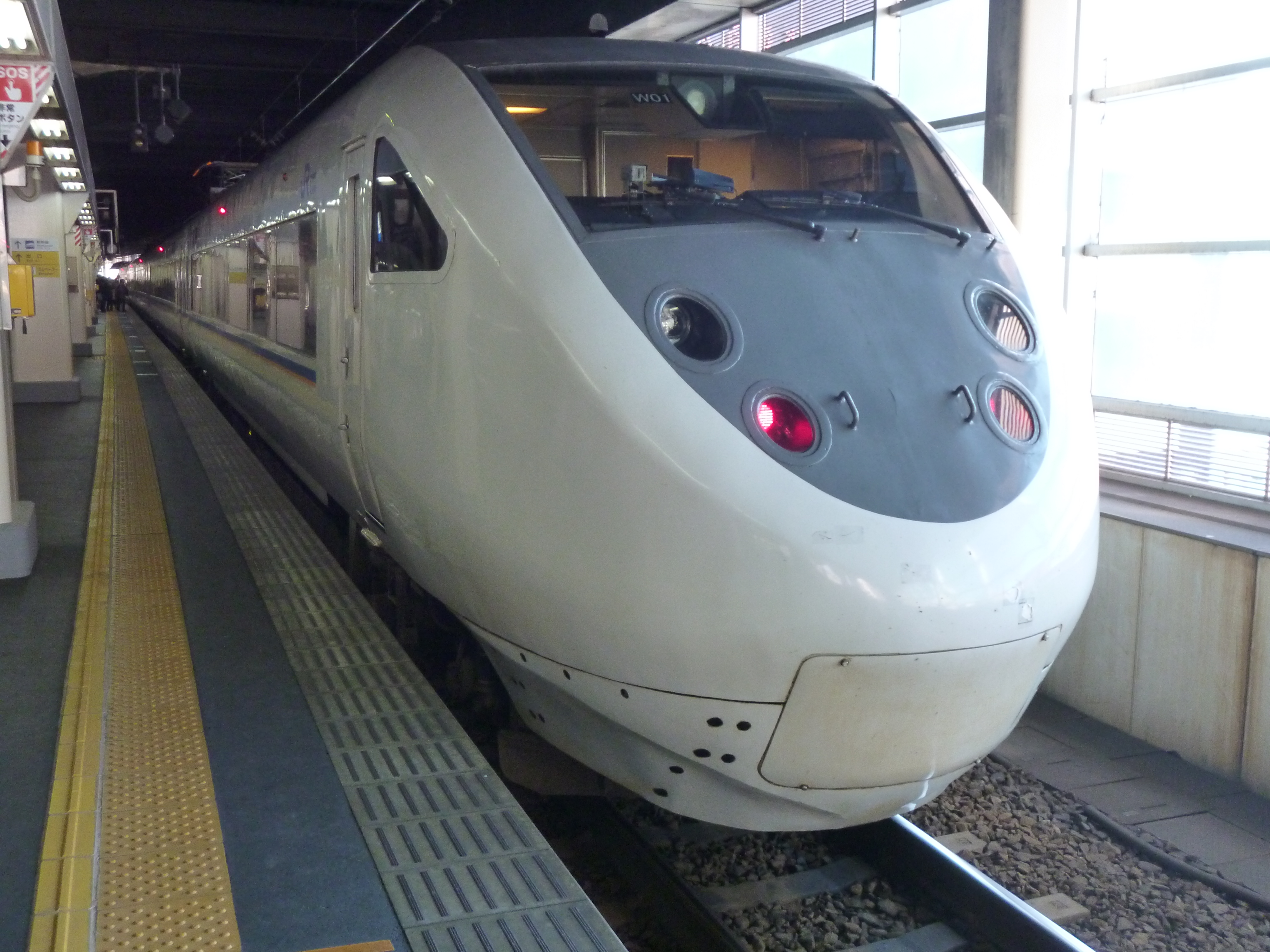
681系

## 七尾線・のと鉄道優等列車沿革

### 概略

#### のとじ・能登路
「のとじ」は1960年（昭和35年）に準急列車として金沢駅 - 輪島駅間で運転を開始した列車で、1959年（昭和34年）から同区間で運転を開始した快速列車の列車種別を変更したものである。運転開始してから約半月後に能登線（のちののと鉄道能登線）が開業したことにより、運転区間は金沢駅 - 輪島駅・宇出津駅間（穴水駅 - 宇出津駅間は普通列車）に変更されている。1964年（昭和39年）に1往復から4往復に増発、同時に列車名も「のとじ」から「能登路」に変更された。
一等車は大阪直通急行「奥能登」に関連する金沢駅 - 輪島駅間1往復のみに連結されているのみで、使用車両もそれ以外ではキハ58系気動車ではなく、キハ55系やキハ20形気動車などが充当されるなど、ローカル準急列車としては当時としてはやや標準的なものであったとされている。
1966年（昭和41年）に運転区間が101 km以上の3往復は急行列車化され、1972年（昭和47年）からは年々増加する観光客の対策として、金沢駅 - 七尾駅間を中心に増発が行われ、1978年（昭和53年）のピーク時には下り9本・上り10本が運転され、1980年（昭和55年）からは多客期の1往復に"ロマンスカー"と称されたキハ28形改造車が連結された。この「ロマンスカー」は普通車座席指定席で、当時の新幹線0系電車と同様の転換クロスシートを設置し、運行中の車内で観光案内ビデオを放映していた。同時期に「有明」「にちりん」で運行されていたビデオ特急に似たサービスであった。
1991年（平成3年）9月1日に七尾線津幡駅 - 和倉温泉駅間の電化によって、「能登路」は7往復から3往復に削減されたのと同時に、七尾線七尾駅 - 輪島駅間と能登線はのと鉄道へ移管されたが、2001年（平成13年）3月31日にのと鉄道七尾線の穴水駅 - 輪島駅間が廃止されたことにより、先行して3月3日の改正で1往復に減少、2002年（平成14年）3月23日の改正で廃止された。1991年（平成3年）9月1日の七尾線電化から2001年（平成13年）3月2日までは415系800番台も運用された（遜色急行も参照）。

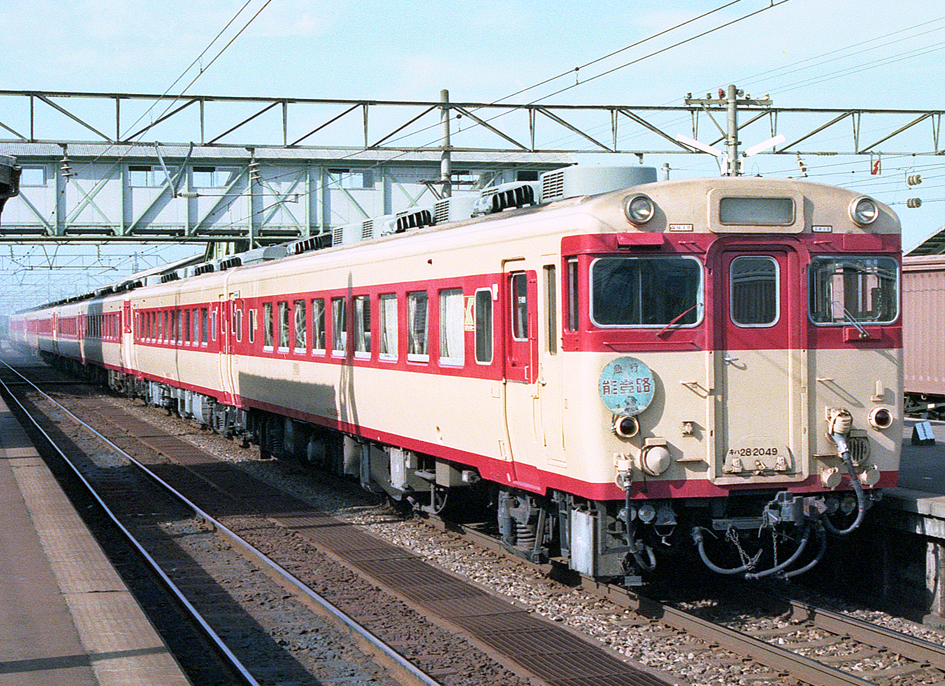
キハ28 2049　ロマンスカーを先頭にした急行「能登路」
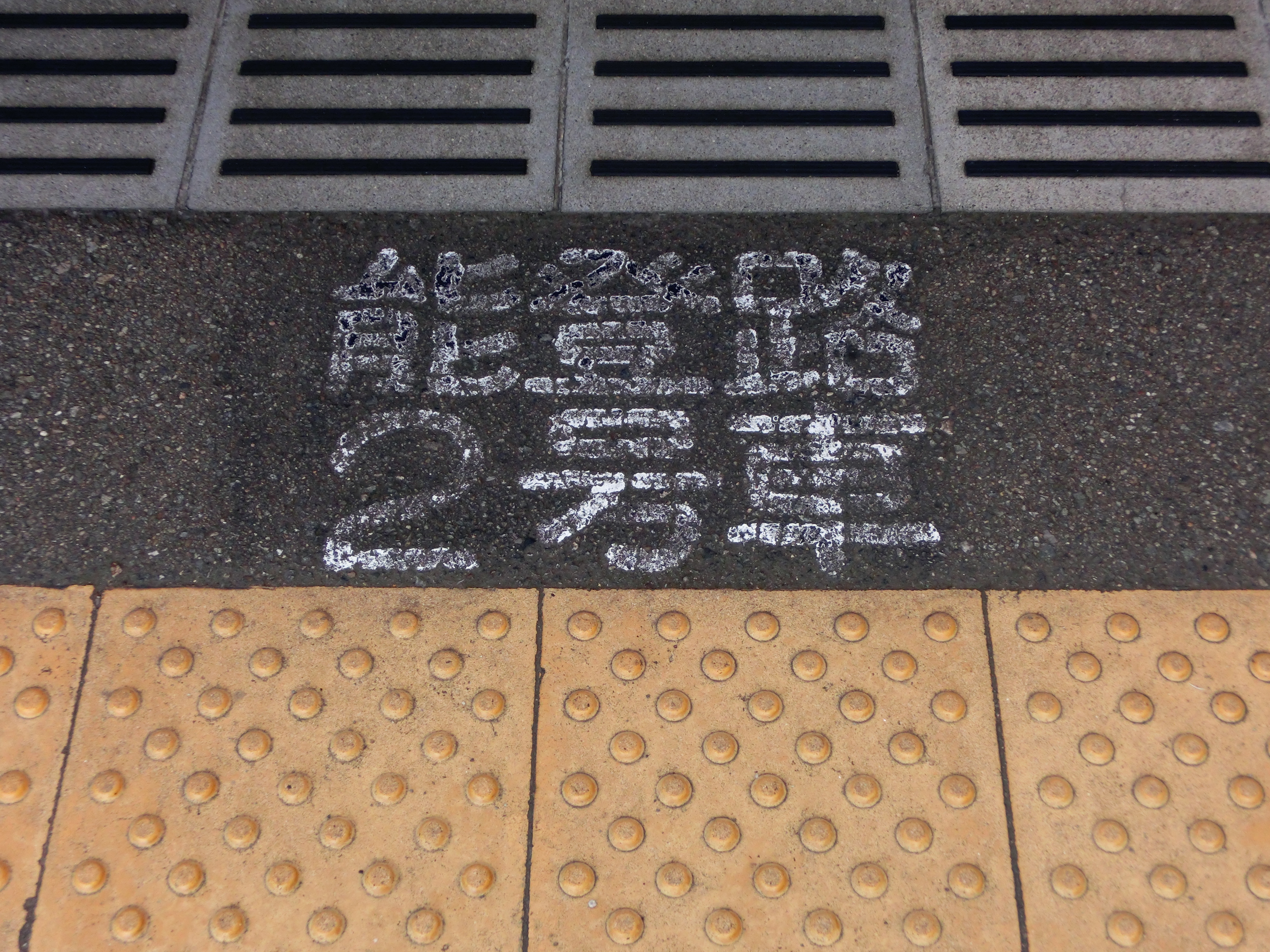
金沢駅4番のりばに残されていた急行「能登路」の乗車目標[注 2]

#### 奥能登・おくのと
「奥能登」は1963年（昭和38年）に大阪と能登半島を結ぶ最初の優等列車として、下り大阪駅 → 和倉駅（現：和倉温泉駅）、上り輪島駅 → 大阪駅間で運転を開始した。大阪駅 - 金沢駅間は「きたぐに」と併結運転する関係で急行列車として運転されていたが、金沢駅 - 和倉駅・輪島駅間は準急列車であった。
沿線の期待度も大きく好評で、1966年（昭和41年）に全区間が急行列車化されたが、1968年（昭和43年）に「加賀」とともに列車名の整理が行われ、「ゆのくに」に統合されて廃止された。
1970年（昭和45年）10月 - 11月には「ふるさと列車おくのと」として能登線 穴水駅 - 珠洲駅間に土曜・休日運転の普通列車として運転を開始した。こちらは「ポスト万博」の需要喚起策として企画されたもので、一部をお座敷化及び供食設備を設置した客車を蒸気機関車牽引によって運行し、金沢からの観光客利用の便を考慮して上下列車とも穴水駅で「能登路」に接続するダイヤ設定がされていた。
好評を受けて再開された1971年（昭和46年）3月からは列車種別が急行に格上げされ、4月末からは運転区間が金沢駅までに延長された。その後も土曜・休日・多客期運転として継続されたが、牽引する蒸気機関車の検査の問題により1973年（昭和48年）9月末をもって廃止した。

#### そそぎ
「そそぎ」は1962年（昭和37年）に準急列車として金沢駅 - 輪島駅・宇出津駅間で運転を開始し、穴水駅 - 宇出津駅間は快速列車として運転されていた。翌1963年（昭和38年）に「奥能登」「へぐら」が運転開始されると、運転区間は金沢駅 - 宇出津駅間（穴水駅 - 宇出津駅間は普通列車）に変更され、その1年後に「能登路」に統合され、わずか2年で廃止された。
列車名は、能登半島の北部の輪島市にある曽々木海岸が由来となっている。

#### つくも
「つくも」は1962年（昭和37年）に準急列車として金沢駅 - 輪島駅・宇出津駅間で運転を開始。1963年（昭和38年）に能登線の宇出津駅 - 松波駅間が開業したことにより、松波駅発着に変更された。「そそぎ」と同じく1964年（昭和39年）に「能登路」に統合されて廃止されたが、1966年（昭和41年）には「能登路」のうち運転区間が101 kmを越えない1往復については準急のまま残されたため、この列車は「そそぎ」として運転されるようになったものの、1968年（昭和43年）に再び「能登路」に統合されて廃止された。
列車名は、能登町付近にある九十九湾が由来となっている。

#### へぐら
「へぐら」は1963年（昭和38年）から1964年（昭和39年）にかけて運転されていた準急列車で、大阪駅 - 和倉駅・輪島駅間で同日に運転を開始した急行「奥能登」の車両を送り込むために、金沢駅 → 輪島駅・宇出津駅間の下りのみ運転された。「奥能登」の間合い運用のため一等車も連結されていた。1964年（昭和39年）の準急列車の列車名統合により「奥能登」に統合されて廃止された。
列車名は、能登半島の北方にある舳倉島が由来となっている。

#### ゆぅトピア和倉
「ゆぅトピア和倉」は国鉄末期の1986年（昭和61年）12月27日に運行を開始した臨時特急列車で、大阪駅 - 和倉温泉駅間を東海道本線・湖西線・北陸本線・七尾線経由で運行した。当時は七尾線が非電化であったため電車の直通運転はできず、電車に気動車を併結する方法が取られた。大阪駅 - 金沢駅間では485系「雷鳥」の後部に連結され、金沢駅 - 和倉温泉駅間では単独で運転されていた。国鉄で電車と気動車が連結して営業運転されるのはこの列車が最初にして最後であった。車両運用の都合上、金沢駅 - 和倉温泉駅間や大阪駅 - 金沢駅間に特急「ゆぅトピアライナー」も運転された。七尾線の電化に伴い電車が七尾線に直通できるようになったことから、1991年（平成3年）9月1日に廃止され、「スーパー雷鳥」・「雷鳥」が和倉温泉駅まで乗入れるようになった。
運転開始から廃止されるまで、大阪駅 - 和倉温泉駅間で1往復運転されていた。連結する「雷鳥」は年度により異なっていた。使用車両にはキハ65形気動車改造のジョイフルトレイン「ゆぅトピア」が専用に使用され、2両編成（全車グリーン車指定席）で運転されていた。1988年（昭和63年）にはおよそ同タイプの団体列車用車両「ゴールデンエクスプレスアストル」が登場し、「ゆぅトピア」の検査時などにはその代走を務めたこともある。
週末のみ運転されていたものの、1988年（昭和63年）3月13日のダイヤ改正からは、臨時列車ながら毎日運転に変更された。
途中停車駅は新大阪駅・京都駅・金沢駅（1991年（平成3年）2月当時のダイヤにおける停車駅）のみで、ゆぅトピア和倉を併結する雷鳥は、敦賀駅・福井駅等の主要特急停車駅に停車するが、「ゆぅトピア和倉」は上記3駅以外では客扱いを行わなかった（運転停車）。

### 沿革

#### 創始
- 1960年（昭和35年）4月1日：金沢駅 - 輪島駅間で準急「のとじ」が運転開始[6]。
  - 同時に金沢駅 - 和倉駅（現在の和倉温泉駅）間で快速「のとつばめ」が臨時列車として運転開始する、この列車は「のと」の文字を漢字にした「能登つばめ」として戦前より運行されたともされている。
- 1962年（昭和37年）4月1日：金沢駅 - 輪島駅・宇出津駅間で準急「つくも」が、金沢駅 - 輪島駅間で「そそぎ」が運転開始、七尾線の準急は3往復になる。
- 1963年（昭和38年）
  - 4月20日：ダイヤ改正により、次のように変更（1963年のダイヤ改正）。
    1. 大阪駅 - 和倉駅・輪島駅間で急行「奥能登」（おくのと）が運転開始。
    2. 金沢発輪島行きの準急「へぐら」が運転開始。
    3. 「そそぎ」の運転区間が金沢駅 - 宇出津駅間に変更。
      - これ以前はすべての準急列車は金沢駅 - 輪島駅・宇出津駅間で運転された。

  - 10月1日：「つくも」の運転区間が、金沢駅 - 松波駅間に延長される。

#### 「能登路」への統合
- 1964年（昭和39年）10月1日：能登線松波駅 - 蛸島駅間の開業に伴うダイヤ改正（1964年10月1日国鉄ダイヤ改正）により、金沢駅発着の準急「のとじ」・「へぐら」・「そそぎ」・「つくも」が廃止され、「能登路」（のとじ）に統合。
- 1966年（昭和41年）3月5日：ダイヤ改正により、次のように変更（1966年のダイヤ改正）。
  1. 準急制度改変により、「能登路」のうち、準急区間の金沢駅 - 穴水駅間をのぞき急行列車化。
  2. 「能登路」が1往復増発され、3往復になる。
  3. 金沢駅 - 穴水駅間の準急が「つくも」になる。
- 1968年（昭和43年）10月1日：ヨンサントオのダイヤ改正により、以下のように変更。
  1. 準急列車廃止に伴い、「つくも」が「能登路」に編入され、「能登路」は5往復になる。
  2. 「奥能登」が「ゆのくに」に編入されて廃止。
  3. 名古屋駅 - 金沢駅間（高山本線経由）の「のりくら」のうち、1往復が穴水駅まで季節列車として延長。
- 1971年（昭和46年）4月26日：「ゆのくに」（上り）3号の運転区間が珠洲発に延長。
- 1972年（昭和47年）3月15日：ダイヤ改正により、次のように変更（1972年3月15日国鉄ダイヤ改正）。
  1. 「能登路」が下り7本・上り9本に増発（このうち下り1本・上り2本は季節列車）。
  2. 「ゆのくに」（下り）2号の運転区間が大阪発輪島・宇出津行きに延長される。
- 1975年（昭和50年）3月10日：ダイヤ改正（1975年3月10日国鉄ダイヤ改正）により、「能登路」は下り6本・上り8本（このうち下り2本・ 上り1本は季節列車）になる。
  - この改正前後から、定期運用はキハ58系の使用となり、キハ55系・キハ20系の使用の、いわゆる"遜色急行"は多客時のみとなる。
- 1978年（昭和53年）10月2日：ダイヤ改正（1978年10月2日国鉄ダイヤ改正）により、従来大阪駅・名古屋駅より直通していた「ゆのくに」・「のりくら」が廃止。「能登路」が1往復増発され、下り7本・上り8本になる。「能登路」は、「ゆのくに」「のりくら」の廃止によりグリーン車の連結が終了し、普通車のみになる。
- 1980年（昭和55年）7月12日：「能登路」が多客期の1往復にロマンスカー"と称されたキハ28形改造車が連結される。
- 1982年（昭和57年）11月15日：「能登路」の季節列車が廃止。また、このころまでに"ロマンスカー"の連結が終了。
- 1985年（昭和60年）3月14日：「能登路」の上り1本が廃止。
- 1986年（昭和61年）12月27日：大阪駅 - 和倉温泉駅間で臨時特急「ゆぅトピア和倉」が運転開始（週末運転）。
- 1988年（昭和63年）3月13日：一本列島と呼ばれるダイヤ改正により、以下のように変更。
  1. 同年3月25日付けで能登線がのと鉄道に移管され、「能登路」が能登線への乗り入れ終了。
  2. 「ゆぅトピア和倉」が毎日運転の臨時列車に変更。

  - 3月25日：七尾駅 - 珠洲駅間で快速「のと恋路号」が運転開始[8]。

#### 七尾線電化後
- 1991年（平成3年）9月1日：七尾線津幡駅 - 和倉温泉駅間の電化と、七尾線七尾駅 - 穴水駅 - 輪島駅間ののと鉄道移管に伴い、次のように変更。
  1. 特急「スーパー雷鳥」3往復が和倉温泉駅発着で乗り入れを開始。
  2. 特急「ゆぅトピア和倉」が廃止。
  3. 特急「しらさぎ」1往復が和倉温泉駅発着で乗り入れを開始。
  4. 「能登路」は7往復から3往復に削減され、運転区間が金沢駅 - 珠洲駅・輪島駅間（穴水駅で分割併合）1往復、金沢駅 - 輪島駅間1往復、金沢駅 - 和倉温泉駅間1往復とし、1988年3月13日以来中止していた「能登路」の能登線への乗り入れが再開。
  5. 「のと恋路号」が急行に格上げ[8]。
- 1992年（平成4年）3月14日：ダイヤ改正により、次のように変更。
  1. 「かがやき」の1往復が和倉温泉駅に乗り入れを開始。
  2. 「雷鳥」の上り1本が和倉温泉発になる。
  3. 「能登路」の和倉温泉発金沢行きの上り1本が廃止。
- 1995年（平成7年）4月20日：「スーパー雷鳥」に681系電車が導入される。この車両を用いた列車は「スーパー雷鳥（サンダーバード）」に名称を変更。和倉温泉駅発着の従来の「スーパー雷鳥」3往復は「スーパー雷鳥（サンダーバード）」に変更。
- 1997年（平成9年）3月22日：ダイヤ改正により、次のように変更。
  1. 北越急行ほくほく線開業に伴い、ほくほく線経由越後湯沢駅発着の特急「はくたか」の1往復が和倉温泉駅に乗り入れを開始。
  2. 特急「かがやき」が廃止。
  3. 「スーパー雷鳥（サンダーバード）」の列車名が「サンダーバード」に変更。
- 1998年（平成10年）
  - 10月1日：「能登路」の上り1本が廃止。
  - 12月8日：金沢駅 - 珠洲駅・輪島駅間の「能登路」1往復は穴水駅での連結・切り離しが廃止され、金沢駅 - 珠洲駅間の単独運転になる。これにより、「能登路」は金沢駅 - 珠洲駅間1往復、金沢駅 - 輪島駅間1往復、金沢発和倉温泉行き下り1本になる。
- 2001年（平成13年）3月3日：「能登路」が金沢駅 - 珠洲駅間の1往復になる。また、「サンダーバード」の和倉温泉駅への直通が増発され、下り5本・上り4本になる。
- 2002年（平成14年）
  - 3月23日：「能登路」が廃止[7][9]。
  - 10月20日：「のと恋路号」が廃止。
- 2004年（平成16年）
  - 3月13日：七尾発金沢行き「おはようエクスプレス」1本が運転開始[10]。
  - 7月31日・8月1日・7日・8日：金沢駅 - 蛸島駅間で急行「能登路」の復活運転が行われる[11][12]。
- 2007年（平成19年）3月18日：禁煙車の拡大により「おはようエクスプレス」が全面禁煙化[13]。
- 2010年（平成22年）3月13日：七尾線の「おはようエクスプレス」が廃止[14]。

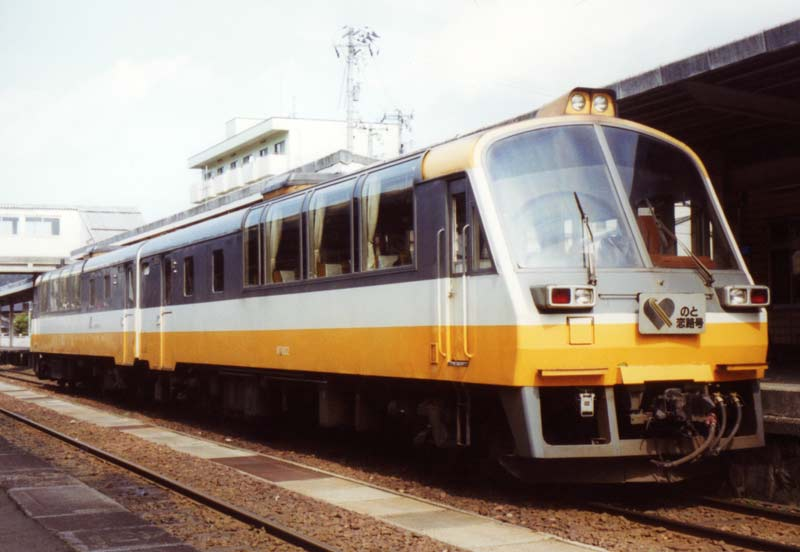
パノラマ気動車NT800形による急行「のと恋路号」 （2001年3月26日 穴水駅）
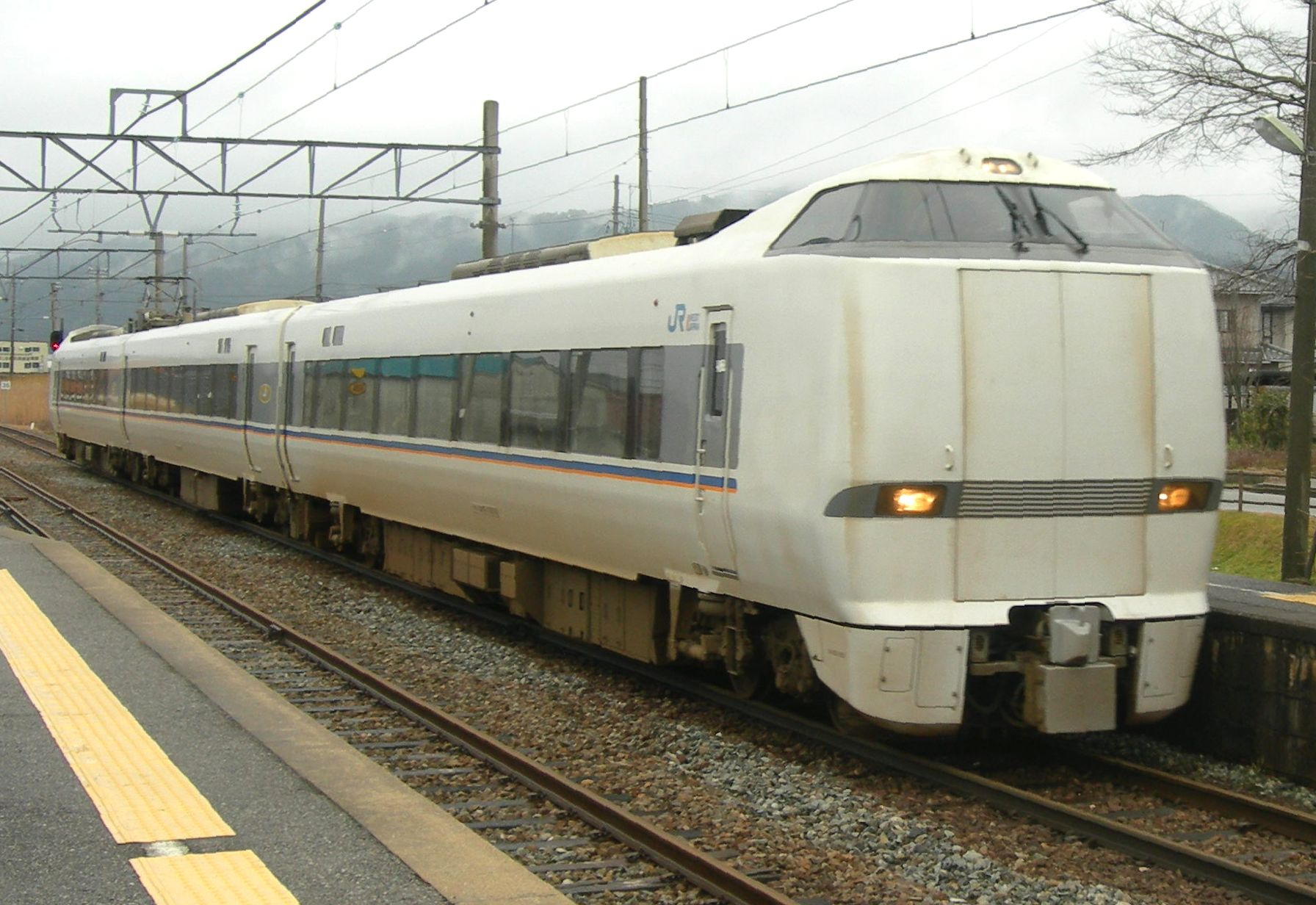
683系2000番台による特急「しらさぎ」 （2010年3月6日 良川駅）

#### 北陸新幹線金沢開業後
- 2015年（平成27年）
  - 3月14日：ダイヤ改正により、次のように変更。
    1. 金沢駅 - 和倉温泉駅間にて特急「能登かがり火」5往復の運転を開始[15]。
    2. 「サンダーバード」の七尾線直通便は4往復から1往復に削減。
    3. 在来線特急「はくたか」が廃止。
    4. 「しらさぎ」の七尾線への乗り入れを終了。

  - 4月29日：観光列車「のと里山里海号」の運転を開始。
  - 10月3日：臨時特急「花嫁のれん」（ジョイフルトレイン）2往復の運転を開始。
- 2016年（平成28年）3月26日：特急「能登かがり火」9号が新たに宇野気駅・高松駅・良川駅に停車。2号の時刻を31分繰り下げ、7時01分発となる。また、2・7号については編成両数を3両（グリーン車なし）へ変更[16]。
- 2017年（平成29年）3月4日：特急「能登かがり火」6号の時刻を25分繰り下げ、金沢駅にて30分以内に乗り換えできるようになる（東京方面：46→19分、大阪方面：13→26分、名古屋方面：44→17分）[17]。
- 2018年（平成30年）3月17日：特急「能登かがり火」10号が新たに宇野気駅に停車[18]。
- 2019年（平成31年）3月16日：特急「能登かがり火」6号の時刻を32分（東京方面：15→41分、大阪方面：26→15分、名古屋方面：17→43分）[独自研究?]、8号の時刻を50分繰り上げ。3・6号については編成両数を3両（グリーン車なし）へ変更[19]。
- 2020年（令和2年）
  - 3月14日：特急「能登かがり火」4号の時刻を21分、8号の時刻を49分繰り下げ[20]。
  - 10月3日：当面の間、サンダーバードの折り返し便を除き（1・8号）、編成両数を3両（グリーン車なし）へ変更される。
- 2021年（令和3年）3月13日：3両編成で運転する列車の2号車を指定席に変更。これにより指定席2両、自由席1両となる[21]。
- 2022年（令和4年）3月12日：特急「能登かがり火」9・10号が運転取り止めとなり、4往復となる[22]。
- 2024年（令和6年）1月1日 - 22日：令和6年能登半島地震により運休となる[23]。1月22日に一部の列車が金沢駅 - 七尾駅間で運転再開[24]。2月3日に全列車が金沢駅 - 七尾駅間で運転再開[25]。

#### 北陸新幹線敦賀開業後
- 2024年（令和6年）3月16日：北陸新幹線敦賀開業に伴い、運転区間を短縮される特急「サンダーバード」の七尾線乗り入れ分を編入し5往復となり、同時にグリーン車の連結を終了し、宇野気駅が全列車通過となる[3]。また、「サンダーバード」「しらさぎ」の区間短縮や「ダイナスター」「おはようエクスプレス」「おやすみエクスプレス」の廃止に伴い、「能登かがり火」は石川県内を走る唯一の在来線定期特急列車となった。